# Vlag van Doubs

Vlag van Doubs

De vlag van Doubs is de niet-officiële vlag van het Franse departement Doubs. Net als de meeste andere departementen van Frankrijk heeft Doubs geen officiële vlag, maar wordt de hier rechts afgebeelde vlag op niet-officiële wijze gebruikt. De vlag is afgeleid van het wapen van dit departement.
De vlag die bestaat uit de volgende elementen:
1. Achtergrond: Een blauwe achtergrond met daarop verspreid gouden rechthoekige blokken.
2. Centraal motief: Een prominente gele leeuw met een kroon. De leeuw heeft een rode tong en rode klauwen. Het is gedeeltelijk zichtbaar, alsof hij opduikt uit de golven.
3. Golven: Gele en blauwe golvende lijnen onder de leeuw die de onderkant van de vlag bedekken.

Het ontwerp toont in de bovenste helft de vlag van de regio Franche-Comté waarin het departement ligt. De onderste helft symboliseert de rivier de Doubs. De vlag is geïnspireerd op het ontwerp van het wapen dat in 1950 is voorgesteld door Robert Louis.
Naast deze vlag is er een logovlag in gebruik.

Vlag van Franche-Comté
Logovlag